# Кам'янець-Подільське медичне училище
Кам'яне́ць-Поді́льський меди́чний коледж — найстаріший на Поділлі медичний навчальний заклад. Спочатку це була школа, яка готувала сільських повитух. Перше заняття в повивальній школі відбулося 28 грудня 1876 за старим стилем (або 9 січня 1877 за новим стилем).
Детальна інформація про училище на Web-сайті Кам'яне́ць-Поді́льського меди́чного учи́лища http://meduch22.ucoz.ru/ [Архівовано 16 квітня 2015 у Wayback Machine.]

## Заснування
Відкриття повивальної школи в Кам'янці-Подільському — губернському центрі Подільської губернії — було справою дуже важкою. Не кажучи вже про те, що листування губернського правління з урядовими інстанціями щодо відкриття школи затягнулося на кілька років, були й місцеві проблеми. Насамперед: де взяти кошти на утримання школи? Їх мали збирати із селянських громад губернії, але кошти надходили з великим запізненням і були невеликими.
Суттєвою перешкодою стало й те, що не було приміщення не тільки для самої школи, але й для пологового відділення, яке б служило основною навчальною базою і без якого школа просто не могла існувати. З цього приводу Подільський приказ громадської опіки, у віданні якого перебувала лікарня, на запит міністра внутрішніх справ «про можливість заснувати при Кам'янецькій лікарні пологове відділення та повивальну школу і віднайти кошти на утримання учениць» ще 1867 доповідав, що «в старих лікарняних приміщеннях через їх тісноту та давність неможливо влаштувати ті заклади», тому «запропонував заснувати їх після збудування нових приміщень для богоугодних закладів», тобто не раніше 1873 року.
Наприкінці 1874 року медичний департамент затвердив штат повивальної школи. Відповідно до нього, вводилася посада директора школи, обов'язком якого було теоретичне та практичне викладання акушерства. Другою посадовою особою була акушерка-наглядач.
Через масову малописьменність селян, що теж було серйозною перешкодою для навчання акушерству, новий статут школи передбачав загальноосвітній підготовчий клас для вивчення ученицями російської мови та арифметики. Закінчивши його та склавши відповідні іспити, учениці переходили в перший спеціальний (тобто, акушерський) клас. Сім перших учениць повивальної школи, що прибули на навчання в 1873—1876, «через неписьменність навчалися при лікарні читанню та писанню».
1876 на території лікарні збудували двоповерхову повивальну школу, в якій виділили кімнату під пологове відділення на 10 ліжок. Інші кімнати відвели під гуртожиток і для проведення практичних занять.
Лікар-акушер Едуард Дерінг, призначений Міністерством внутрішніх справ директором школи, прибув до міста наприкінці 1876 року, а 28 грудня провів перше заняття з акушерства. У рапорті подільському губернаторові він доповідав, що зазначені вище 7 учениць «всі настільки підготовлені грамоті, що я їх прийняв до першого спеціального класу».
Навчання акушерству (або повивальному мистецтву) вели за програмою для повивальних шкіл, розрахованою на два роки. Вона передбачала як теоретичну, так і практичну підготовку. В останній дуже серйозну увагу звертали на набуття ученицями практичних акушерських навичок. Зокрема, там були такі вимоги: «Вихованки другого класу зобов'язані бути при всіх без винятку пологах у пологовому відділенні лікарні. Кожна з них по черзі зобов'язана виконувати у призначеної породіллі під керівництвом акушерки всі обов'язки повитухи, точно знаючи, що й для чого вона робить. Кожна вихованка другого класу зобов'язана по черзі, за якою спостерігає акушерка, чергувати в пологовому відділенні та під час свого чергування виконувати всі обов'язки повитухи».

## Перетворення
1905 Кам'янець-Подільську повивальну школу було перетворено на фельдшерсько-акушерську. Першим кроком на цьому шляху стало клопотання директора повивальної школи Володимира Курилова перед Міністерством внутрішніх справ про реорганізацію школи. Але спливло немало років, доки губернський комітет з призначення гласних 29 травня 1905 року розглянув і затвердив статут Кам'янець-Подільської фельдшерсько-акушерської школи. Згодом цей статут затвердило й Міністерство внутрішніх справ.
У фельшерсько-акушерську школу приймали осіб, що закінчили чотирикласну гімназію. Побільшало учениць з міста. Це були здебільшого доньки купців, священиків, дворян.
Навчання тривало чотири роки. В першому класі вивчали загальні дисципліни — фізику, геометрію, латинську мову, анатомію, фізіологію, ботаніку, зоологію.
Спеціальні медичні дисципліни — патологія, фармакогнозія, фармакологія, фармакологічна хімія, хірургія, оперативна хірургія — увійшли до програми другого класу. 8 годин було відведено на практичні заняття в аптеці.
Надзвичайно насиченою була програма третього класу: акушерство, жіночі хвороби, патологія, епідемічні хвороби, гігієна, хвороби очей, венеричні та шкірні хвороби, догляд за немовлятами, хірургія, дитячі хвороби. Крім того, передбачалося 18 годин на практичні заняття в лікарні та аптеці.
У випускному класі вивчалися зубні, очні, жіночі, дитячі, венеричні та шкірні хвороби, патологія, акушерство, хірургія, було 11 годин практики в аптеці та лікарні. Звісно, обов'язковим предметом для всіх чотирьох класів був закон Божий.
Викладали в школі найкращі тодішні кам'янецькі лікарі. Серед них Кость Солуха (патологія, терапія, епідемічні хвороби), Емануїл Блавдзевич (хірургія, десмургія, ведення медичної звітності), Володимир Дагилайський (очні хвороби). Останній 1912 року видав посібник для фельдшерсько-акушерських шкіл Росії — «Курс очних хвороб».
1912 року на території лікарні земство збудувало пологовий будинок на 15 ліжок, який відповідав усім санітарно-гігієнічним нормам того часу та став навчальною базою школи.
У жовтні 1916 року, коли в розпалі була Перша світова війна, заняття в школі припинилися.

## Відновлення
1923 року в Кам'янці-Подільському було відновлено надання медичної освіти: при міській лікарні відкрили дворічні медичні курси, які готували лікпомів (лікарських помічників). 1925 року відбувся перший випуск 85 лікпомів. У наступні 5 років курси були короткотерміновими й випускали медсестер. Оскільки 1923 року у двоповерховому будинку, збудованому для повивальної школи, відкрили протитуберкульозний диспансер, то курси працювали в іншому приміщенні.
1930 року в Кам'янці-Подільському на базі медкурсів відкрили медичний технікум. 1933 року відбувся перший випуск, а 1935 року повернулися до старої назви — фельшерсько-акушерська школа. Проіснувала вона до літа 1941 року, коли місто зайняли фашистські війська.
Серед довоєнних випускників (а це близько 800 середніх медпрацівників) найбільше прославилися Борис Первомайський і Семен Лаврик, які стали докторами медичних наук, професорами.
Випускник 1939 року Іван Іванус став підполковником медичної служби, 1956 захистив кандидатську дисертацію «Неврит лицьового нерва (клініка, лікування, профілактика та експертиза)».
Випускник училища Антон Землянко, уродженець с. Івахнівці Чемеровецького району, воював у партизанському з'єднанні Сидора Ковпака, прославився як відважний розвідник. Про нього пише Петро Вершигора у романі «Люди з чистою совістю». Антон Петрович загинув у березні 1944 в бою з фашистами на території Польщі.

## Відродження
1944 року, після визволення Кам'янця-Подільського від загарбників, у місті відроджується фельдшерсько-акушерська школа. 15 вересня 1944 в шести навчальних групах було 173 учні. Першим повоєнним директором школи стала Ганна Кункевич, невдовзі її змінив Борис Трачук. За перший навчальний рік викладачі й учні чимало зробили, щоб відновити навчально-матеріальну базу школи. Перший випуск відбувся 1945: свідоцтва отримали 24 медлаборанти. Щороку випускників ставало все більше: 1949 їх число зросло до 261.
1954 року школу перейменували на медичне училище. Поступово зміцнюється його матеріально-технічна база. Зокрема, 8 травня 1990 на мікрорайоні Жовтневий було відкрито культурно-спортивний комплекс медучилища з промовистою назвою «Гіппократ».
Велика заслуга в зміценні навчального закладу належить В'ячеславу Трачуку, який понад чверть століття (1970—1996) був директором училища. 9 липня 1996 його на цій посаді змінив Борис Антонецький — випускник медучилища 1963 року. Від 25 жовтня 2005 директором училища працювала Ніна Собко — теж випускниця Кам'янець-Подільського медичного училища, яка з 1991 року викладає в рідному училищі акушерство та гінекологію. 2008 року директором училища став Василь Бєлявський . Його змінила у 2010 році викладач училища та в.о директора з навчальної роботи Смольницька Ярослава Дмитрівна.
Викладачами в училищі працювало чимало кам'янецьких лікарів-практиків найвищої кваліфікації. Серед них п'ять заслужених лікарів України — Юлій Манасевич, Клавдій Веліканов, Микола Комісаров, Євген Ківільша, Валер'ян Голавський.
Немало славних імен є і серед повоєнних випускників. Це, зокрема, доктори наук, професори Аполлон Білоус, Іван Чекман, Євген Панасюк, Микола Чемич.
Троє випускників (усі — уродженці Кам'янець-Подільського району) — Олександр Киценький із Цвіклівців, Анатолій Вишневський із Гути-Чугорської, Василь Клюцук із Панівців — загинули в Афганістані.
Кількість середніх медичних працівників, які за 130 років підготувало Кам'янець-Подільське медичне училище, перевалило за 10 тисяч.